# Saint-Martin-le-Gaillard

Saint-Martin-le-Gaillard este o comună în departamentul Seine-Maritime, Franța. În 1 ianuarie 2022 avea o populație de 293 de locuitori.